# Duke Pearson
Columbus Calvin jr. 'Duke' Pearson (Atlanta, 17 augustus 1932 – aldaar, 4 augustus 1980) was een Amerikaanse jazzpianist, componist en producent.

## Biografie
Duke Pearson beheerste op 5-jarige leeftijd het pianospel en speelde bovendien mellofoon, tenorhoorn en trompet op 12-jarige leeftijd. Aanvankelijk speelde hij in 1953/1954 als trompettist in de United States Army met o.a. Wynton Kelly en Phineas Newborn en in 1954-1957 piano in plaatselijke orkesten. Pearson had een eigen trio en speelde in het kwintet van Louis Smith in 1957-1958. Begin 1959 kwam Pearson naar New York en speelde vanaf eind 1959 met Donald Byrd. Tijdens deze periode ontstond ook zijn eerste solo-lp Profile. Voor Byrd schreef hij o.a. de nummers Noah, March Children, Christo Redentor en Chant. In 1960 speelde hij met Art Farmer en Benny Golson in diens jazztet en ging hij in 1966 op tournee met Nancy Wilson.
Nadat hij met Fred Norsworthy en Dave Bailey het niet lang bestaande Jazztime Records had opgericht, waarbij zijn albums Reaching Out en Hush met Donald Byrd en Johnny Coles werden uitgebracht, was hij van 1963 tot 1970 ook producent en muzikaal leider van Blue Note Records als opvolger van de overleden Ike Quebec. Bij Blue Note was hij betrokken bij de opnamen van de platen van Hank Mobley, Dakota Staton, Lee Morgan, Stanley Turrentine, Bobby Hutcherson, Grant Green en Flora Purim, ook als pianist en componist. Zelf nam hij bij Blue Note het album Sweet Honey Bee op, waaraan o.a. Freddie Hubbard, James Spaulding, Joe Henderson, Ron Carter en Mickey Roker meewerkten. In 1967 kreeg hij de gelegenheid om voor Blue Note een bigbandalbum op te nemen met Randy Brecker, Jimmy Cleveland, Julian Priester, Garnett Brown, Pepper Adams en Jerry Dodgion.
In 1971 keerde Pearson terug naar Atlanta, waar hij werkte als docent aan het Clark College en later het eredoctoraat verwierf. De ziekte MS maakte een einde aan zijn muzikale carrière.

## Overlijden
Duke Pearson overleed in augustus 1980 op bijna 48-jarige leeftijd aan de gevolgen van de ziekte MS.

## Discografie

### Als leader
- 1959: Profile en Tender Feelin's (Blue Note Records)
- 1961: Bags' Groove (Black Lion Records)
- 1962: Hush! (Jazzline)
- 1964: Wahoo! (Blue Note Records)
- 1965: Honeybuns (Atlantic Records) en Sweet Honey Bee (Blue Note Records)
- 1967: The Right Touch en Introducing Duke Pearson's Big Band (Blue Note Records)
- 1968: Now Hear This (Blue Note Records)
- 1970: I Don't Care Who Knows It en How Intensitive (met Flora Purim)

### Als sideman
- 1963: Grant Green: Idle Moments (Blue Note Records)
- 1966: Stanley Turrentine: The Spoiler (Blue Note Records)
- 1993: Joe Henderson: The Blue Note Years 1963–1990 (Blue Note Records)